# لالورث
لالورث (به انگلیسی: Lolworth) یک روستا و محله مدنی در بریتانیا است که در کمبریج‌شر جنوبی واقع شده‌است. لالورث ۱۳۶ نفر جمعیت دارد.